# Ivetofta kyrka
Ivetofta kyrka är en kyrkobyggnad i Ivetofta (Bromölla), vid Ivösjön. Den är församlingskyrka i Ivetofta-Gualövs församling i Lunds stift.

## Kyrkobyggnaden
Kyrkan byggdes på 1100-talet i romansk stil med kor, absid och långhus. Ett brett kyrktorn byggdes i början av 1200-talet och var från början ett försvarstorn. Tornet är byggt av gråsten och klätt med huggen sandsten. Tornets trappstensgavlar tillkom 1855 då även en strävpelare åt norr byggdes. 1856 uppfördes korsarmarna och det tresidiga koret, samt ett nytt långhus efter ritningar av professor Carl Georg Brunius. Av den medeltida kyrkan finns tornet och långhusets grundstenar kvar.

## Inventarier
- Altaruppsatsen, predikstolen och dopfunten tillverkades i början av 1600-talet. De är gjorda av ek och är rikt skulpterade och färgrika. Predikstolen omges av en latinsk bibeltext som är hämtad från Psalm 119:174 och lyder enligt Helge Åkesons översättning: "Jag längtar efter din frälsning, Jehová, och din lag är min lust".
- Tre ljuskronor är från 1762.
- I koret finns fönstermålningar gjorda av Stockholms Glasmåleri och skänkta i samband med renoveringen 1906-1907.
- Ett altarkrucifix, två mindre ljuskronor samt mässingslampetter är från 1952.

### Orgel
- Orgeln som invigdes 1907 är byggd av Olof Hammarberg i Göteborg. Ett ryggverk tillkom 1954.
- Den nuvarande orgeln byggdes 1954 av Frederiksborgs Orgelbyggeri, Hilleröd, Danmark och är en mekanisk orgel.

| Ryggpositiv I       | Huvudverk II    | Pedal         | Koppel |
| Gedackt 8'          | Principal 8'    | Subbas 16´    | I/P    |
| Principal 4'        | Rörflöjt 8'     | Oktavbas 8'   | II/P   |
| Blockflöjt 4'       | Oktava 4'       | Nachthorn 4'  | I/II   |
| Gemshorn 2'         | Gedacktflöjt 4' | Mixtur 4 chor |        |
| Sesquialtera 2 chor | Kvinta 2 2/3'   | Fagott 16'    |        |
| Scharf 2 chor       | Oktava 2'       |               |        |
| Dulcian 8'          | Mixtur 4-6 chor |               |        |

## Bildgalleri

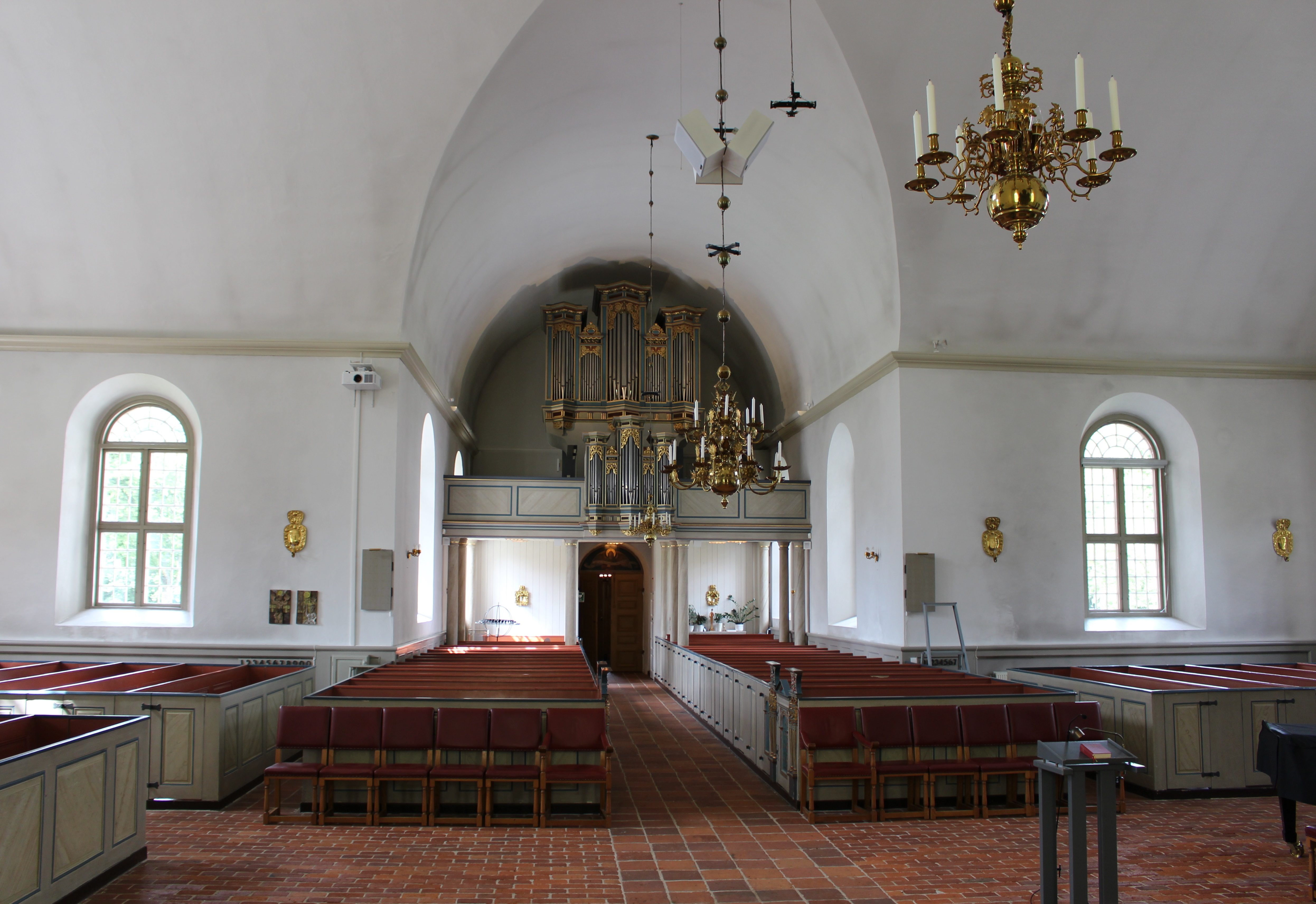
Kyrkorum mot väster
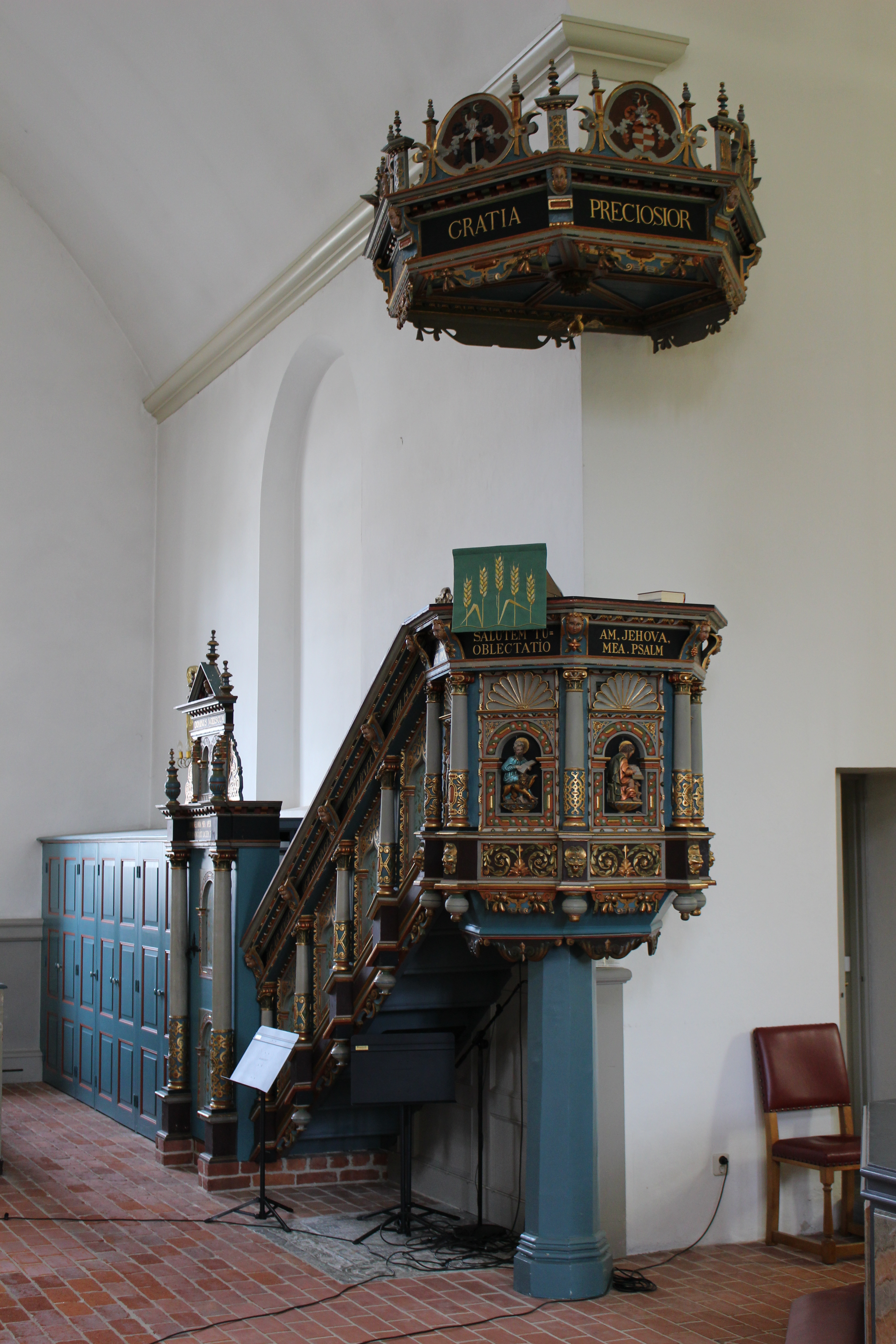
Predikstol
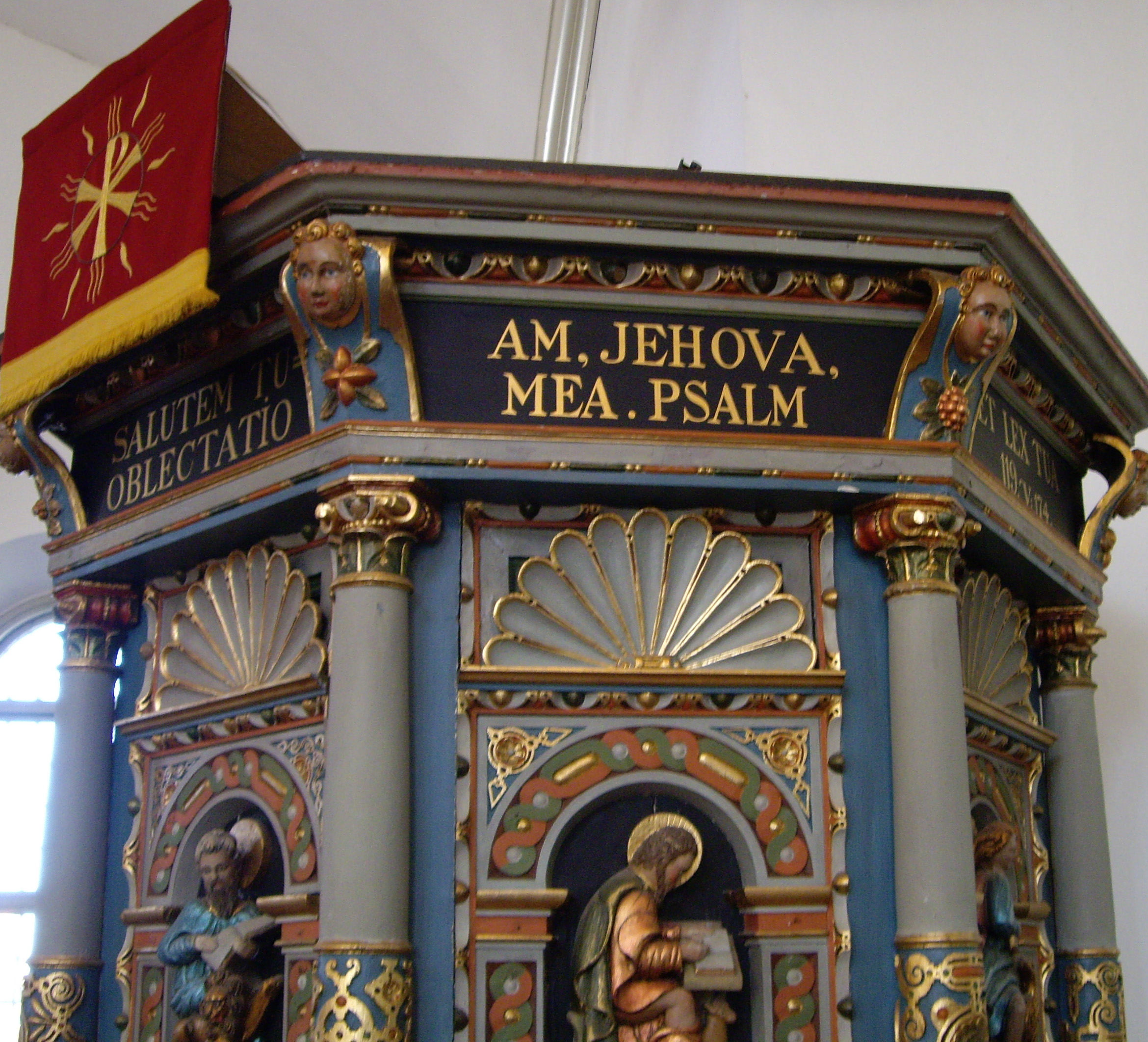
Närbild på predikstol
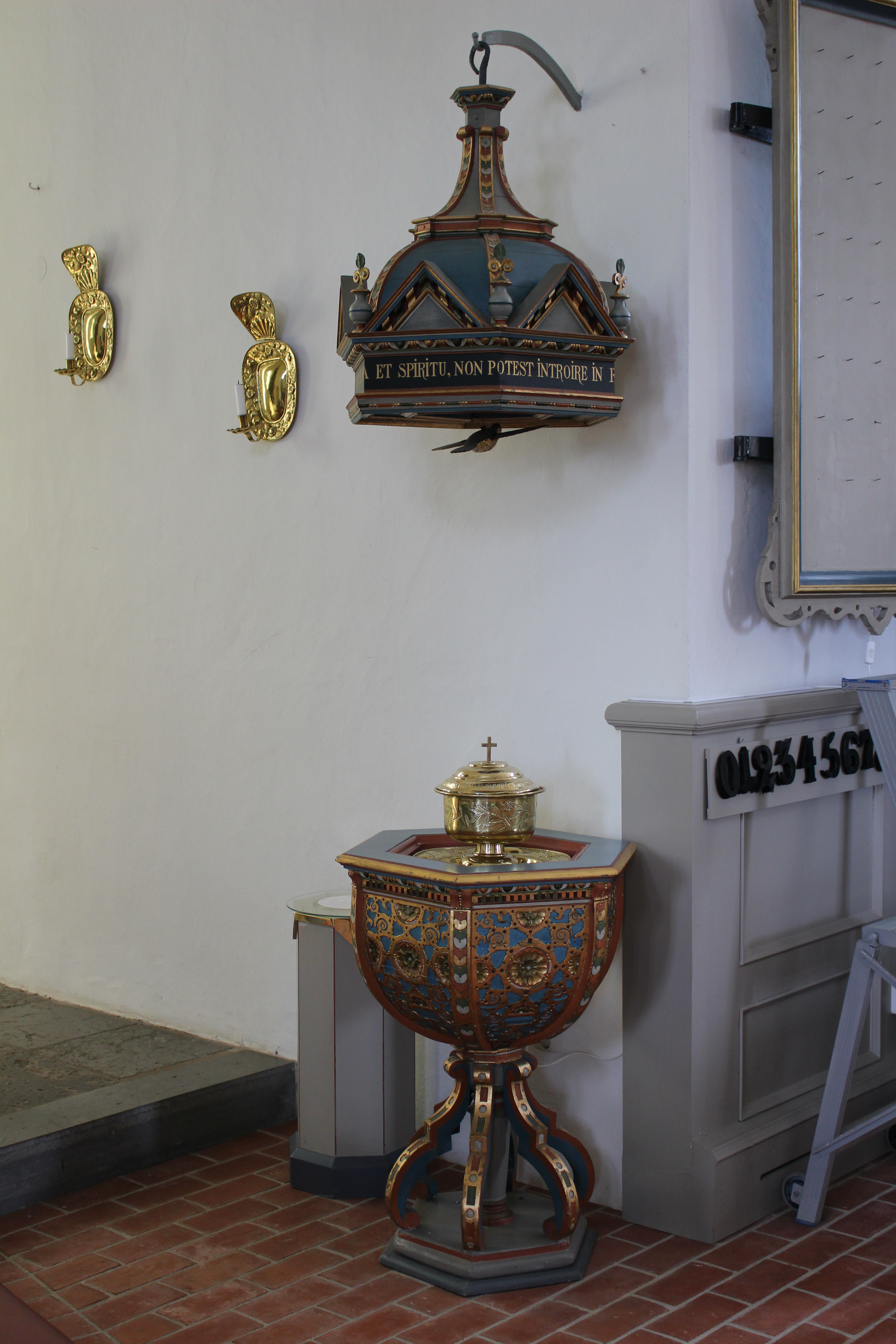
Dopfunt
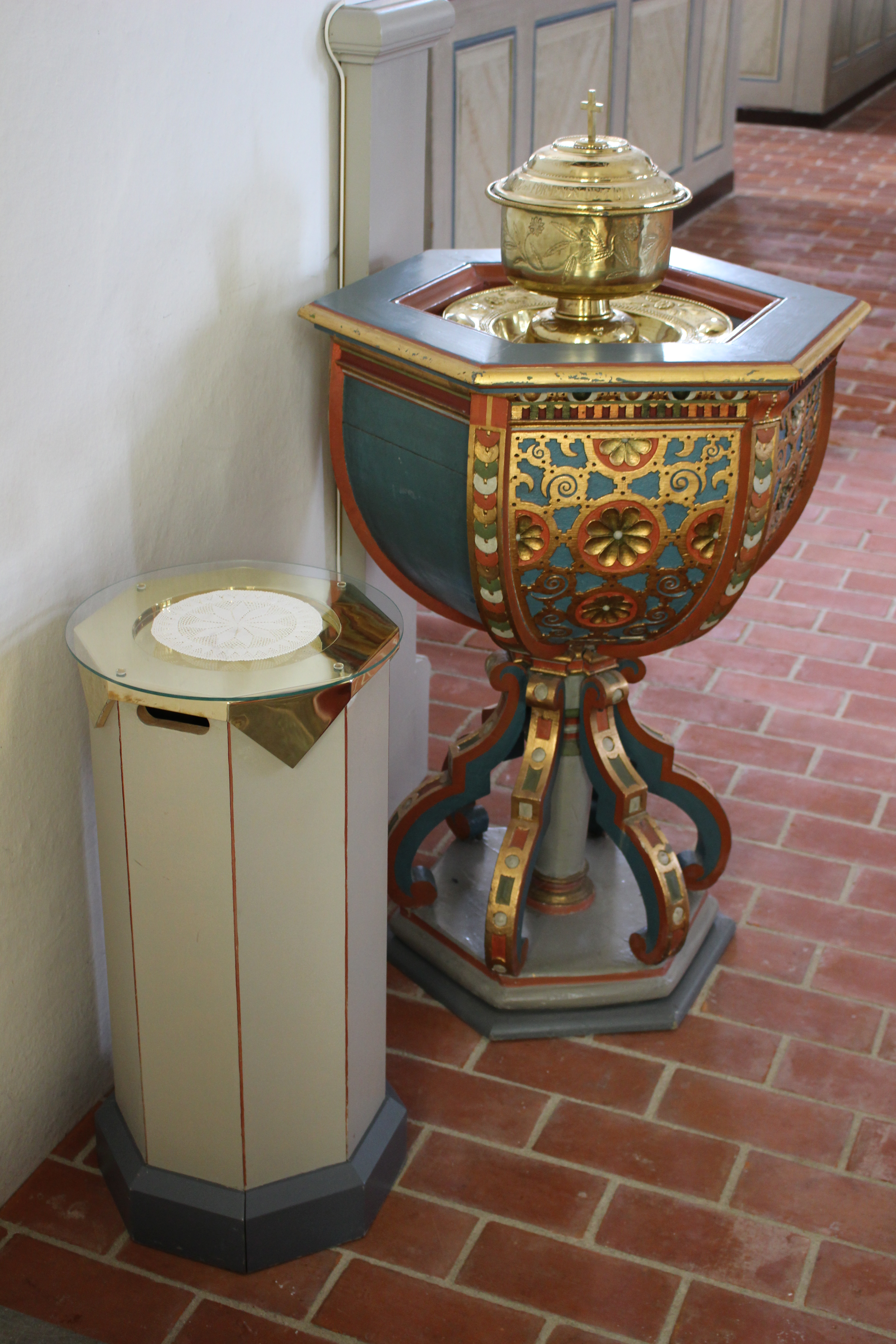
Närbild på dopfunt
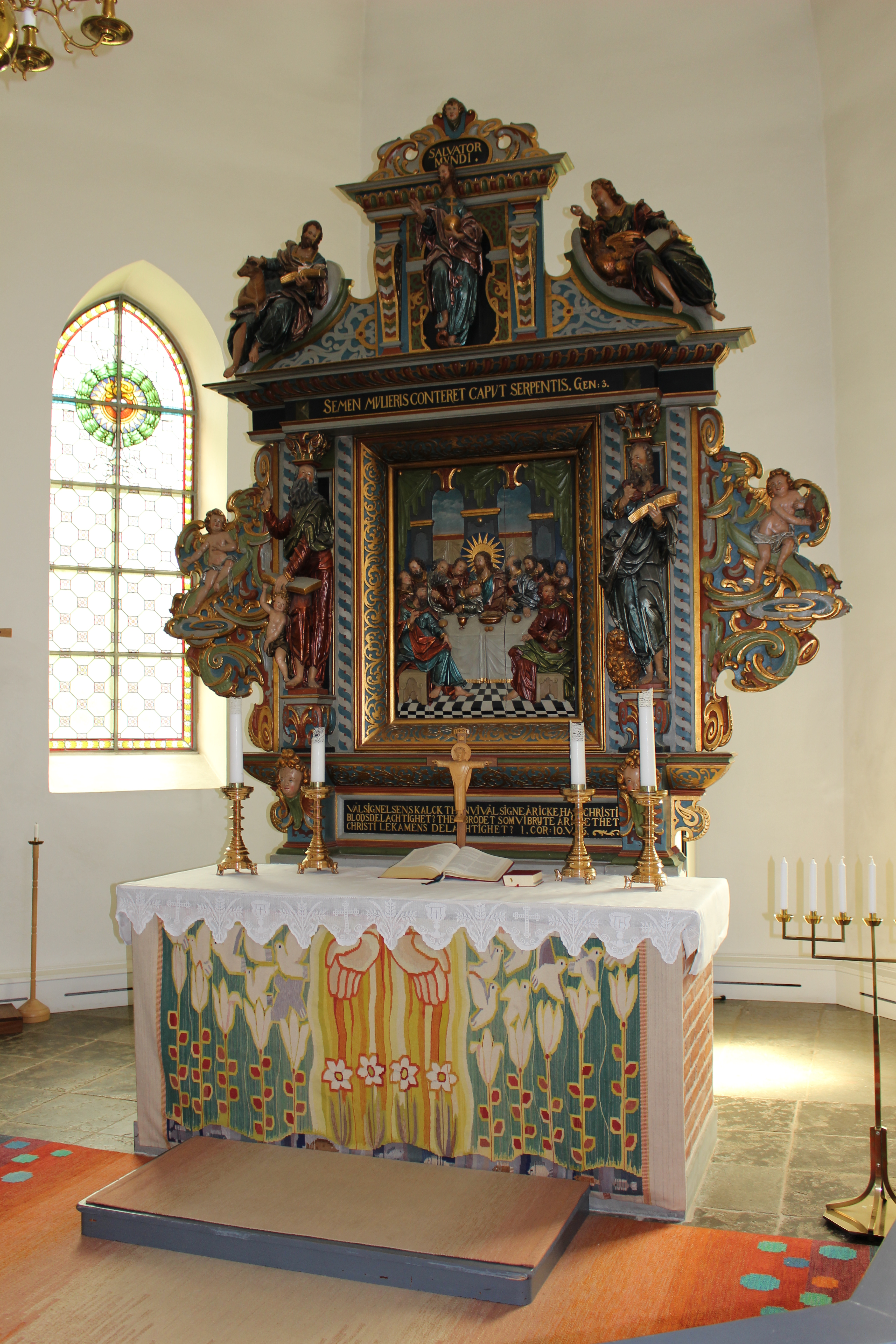
Altare och altaruppsats
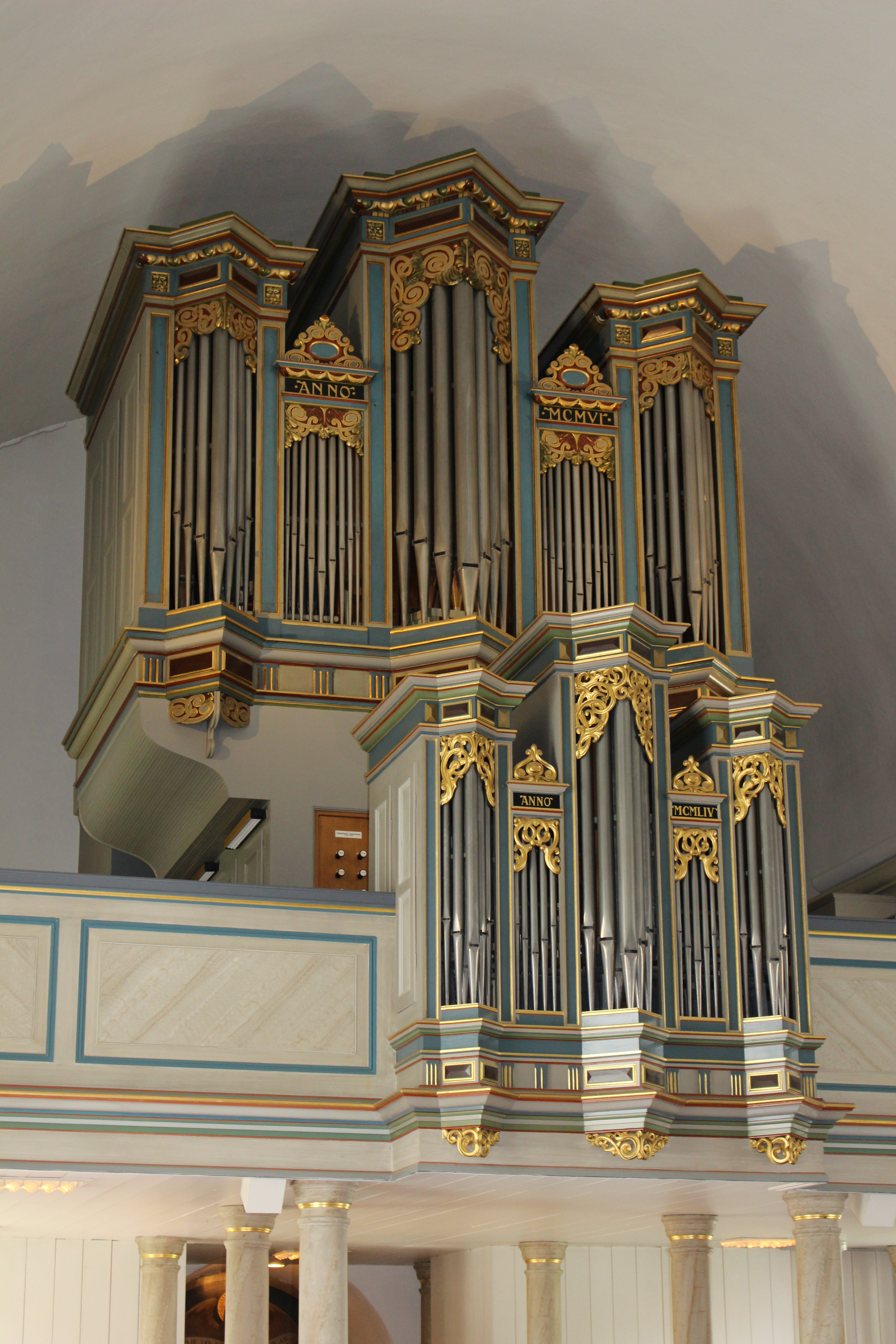
Orgel med orgelfasad
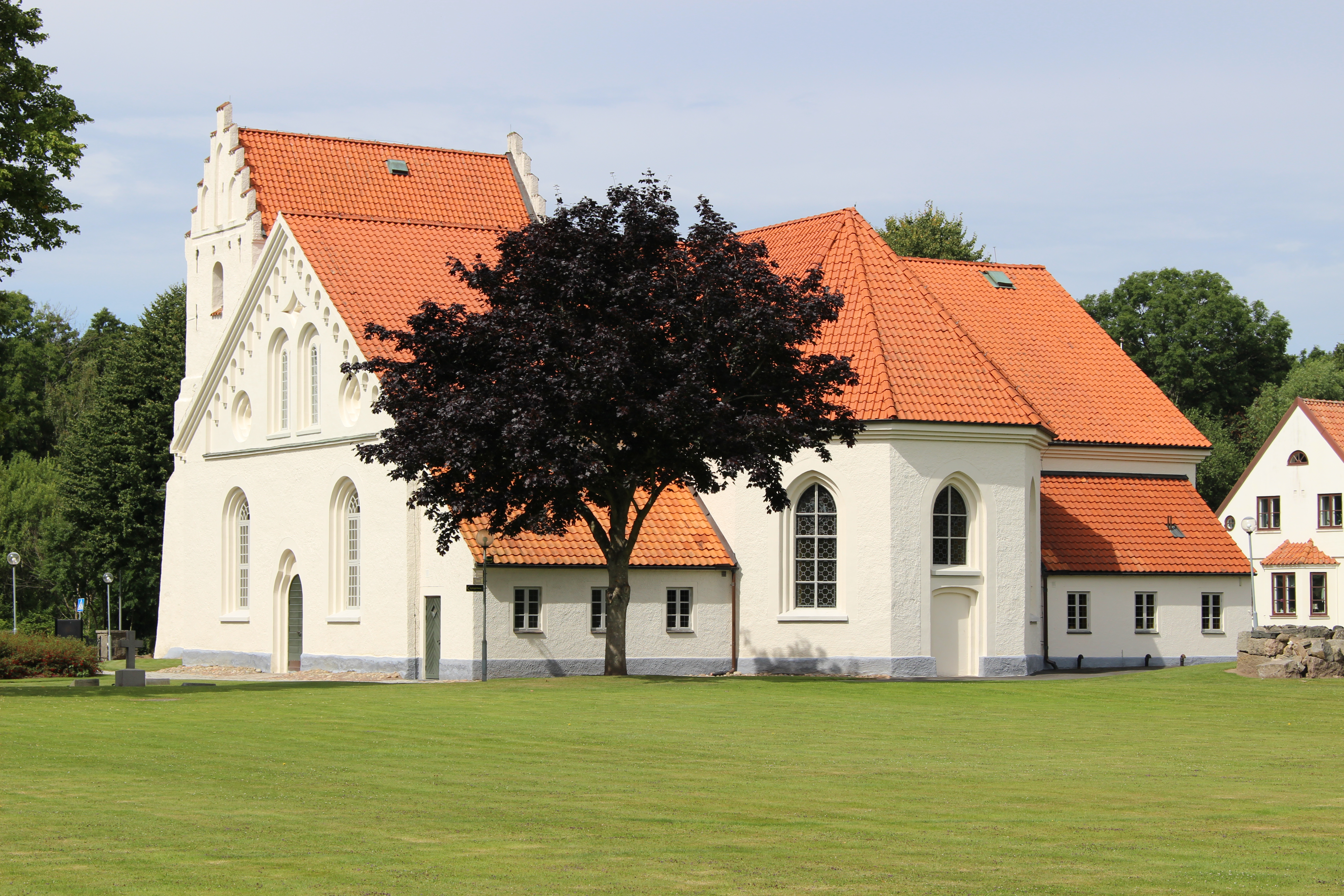
Kyrkan från sydost
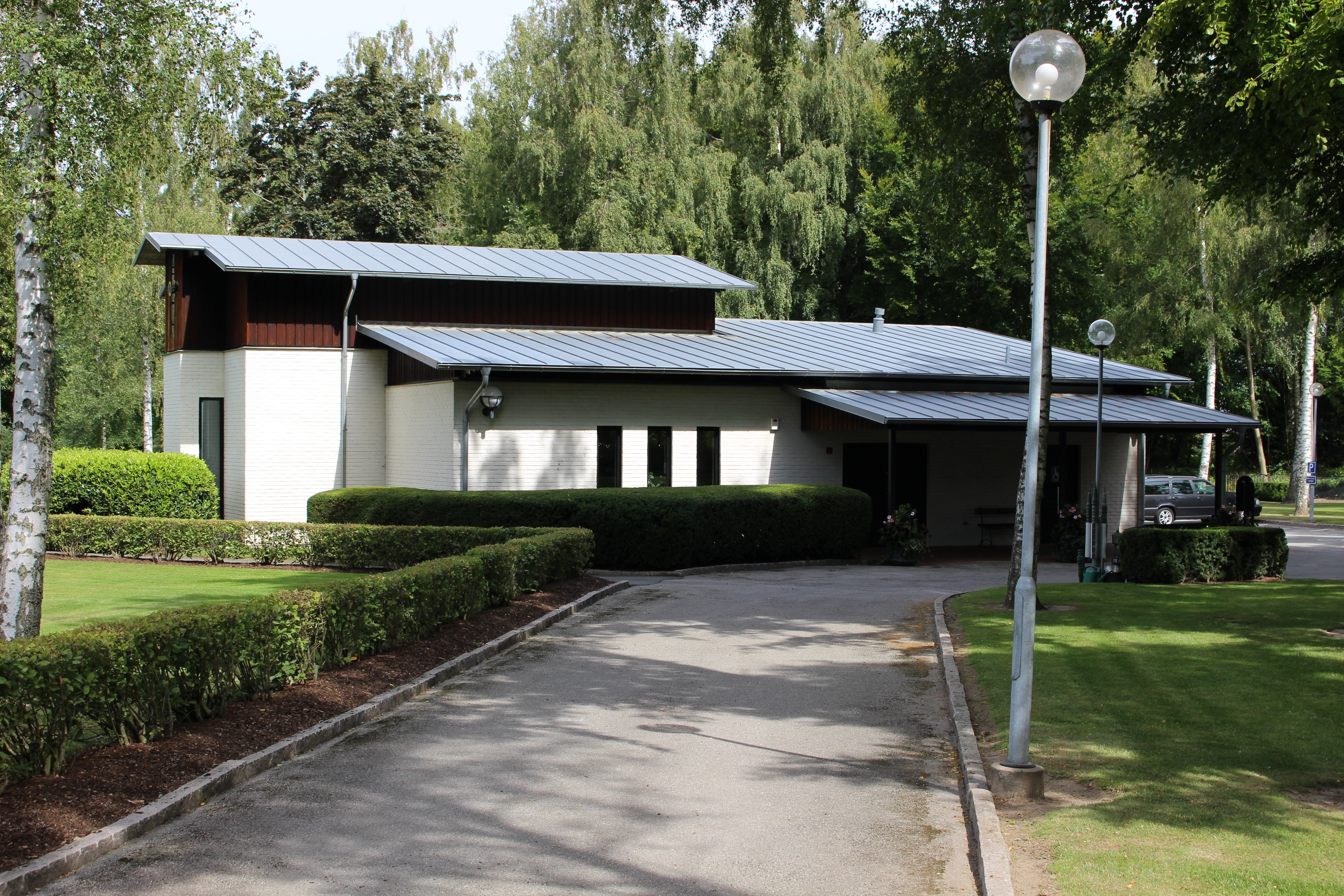
Uppståndelsens kapell öster om kyrkan

### Webbkällor
- Demografisk Databas Södra Sverige